# Grenada, Mississippi
Grenada là một thành phố thuộc quận Grenada, tiểu bang Mississippi, Hoa Kỳ. Năm 2010, dân số của thành phố này là 13 092 người.

## Dân số
- Dân số năm 2000: 14 879 người.
- Dân số năm 2010: 13 092 người.